# William DeWitt Mitchell
William DeWitt Mitchell (Winona, 9 settembre 1874 – Syosset, 24 agosto 1955) è stato un politico statunitense.

## Biografia
Figlio di William B. Mitchell (1832 - 1900), avvocato e giudice dello stato del Minnesota, studiò all'università del Minnesota. In seguito si trasferì nella città di New York.
Dal 1925 al 1929 fu Avvocato generale degli Stati Uniti dꞌAmerica, divenendo poi il 54º procuratore generale degli Stati Uniti sotto il Presidente Herbert Hoover, dal 1929 al 1933.